# Wydawnictwo Naukowe Scholar
Wydawnictwo Naukowe Scholar – wydawnictwo założone w 1991 roku przez socjologa Jacka Raciborskiego. 

## Opis
Na dorobek oficyny składa się ponad 1100 tytułów, przede wszystkim z socjologii, psychologii, stosunków międzynarodowych i nauk politycznych, regionalistyki, filozofii, historii, prawa i ekonomii.
Nakładem wydawnictwa ukazują się serie Wykłady z psychologii, Wykłady z Socjologii, oraz Humanistyka Europejska, w której ukazały się dzieła Ulricha Becka, Jürgena Habermasa, Petera Sloterdijka, Pierre’a Bourdieu czy Maksa Horkheimera. 
Spośród polskich autorów w wydawnictwie książki publikowali, m.in.: Henryk Domański, Maciej Gdula, Anna Giza-Poleszczuk, Roman Kuźniar, Radosław Markowski, Mirosława Marody, Katarzyna Schier, Jadwiga Staniszkis, Jan Strelau, Edmund Wnuk-Lipiński, Bogdan Wojciszke.